# Posejdon (album)
Posejdon – album studyjny polskiego rapera Kizo. Został wydany 23 października 2020 roku przez wytwórnię Chillwagon.co.
Album uzyskał status platynowej płyty (2021). Album dotarł do drugiego miejsca listy sprzedaży OLiS.

## Lista utworów
Opracowano na podstawie materiału źródłowego.
1. „Posejdon”
2. „Tsunami” (gościnnie: Szpaku)
3. „Światła na nas”
4. „Pogoda dla bogaczy”
5. „Ghetto Trap” (gościnnie: Jaill)
6. „Espresso”
7. „Złote plany”
8. „Gra o tron” (gościnnie: Żabson)
9. „Futro” (gościnnie: Kabe)
10. „Jedna na milion”
11. „Driftem” (gościnnie: Young Igi)
12. „Perskie dywany” (gościnnie: Kaz Bałagane)
13. „Fvck Enemies”
14. „Rób co musisz” (gościnnie: Major SPZ)
15. „PS” (gościnnie: Tymek)
16. „Art”
17. „Fitness” (gościnnie: Trill Pem)
18. „Wembley” (gościnnie: olszakumpel i Sapi Tha King)
19. „Testosport” (gościnnie: Aero i Joda)
20. „Skandal” (gościnnie: Chivas)
21. „Lucky Punch” (gościnnie: Wac Toja)